# Маэда, Дайдзэн
Дайдзэн Маэда (яп. 前田 大然; род. 20 октября 1997, Тайси, Осака) — японский футболист, вингер клуба «Селтик» и национальной сборной Японии.

## Карьера

### «Мацумото Ямага»

#### Начало карьеры
Начинал заниматься футболом в родной деревне Тайси. В 2010 году поступил в среднюю школу при Университете Яманаси Гакуин, где продолжил заниматься футболом. В феврале 2016 года присоединился к японскому клубу «Мацумото Ямага». Дебютировал за клуб 28 февраля 2016 года в матче против «Роассо Кумамото», выйдя на замену на 84 минуте. Своим дебютным забитым голом за клуб отличился 28 августа 2016 года в матче Кубка Императора против команды университета «Токуяма», также оформив 2 голевые передачи. По итогу дебютного сезона вместе с клубом стал бронзовым призёром чемпионата. На протяжении сезона выступал за клуб в роли игрока замены, большую часть матчей проведя на скамейке запасных, либо вообще не попадал в заявку основной команды.

#### Аренда в «Мито Холлихок»
В январе 2017 года на правах арендного соглашения присоединился к японскому клубу «Мито Холлихок», соглашение с которым было подписано до конца сезона. Дебютировал за клуб 4 марта 2017 года в матче против  клуба «Цвайген Канадзава», выйдя на поле в стартовом составе, также отличившись своим дебютным забитым голом. Также дважды отличился серией из 4 матчей, в каждом из которых отличился по забитому голу. По итогу сезона вместе с клубом завершил чемпионат на итоговом четырнадцатом месте в турнирной таблице. На протяжении сезона выступал за клуб в роли одного из ключевых игроков, став вторым бомбардиром клуба с 13 забитыми голами, также отличившись 4 голевыми передачами. По окончании срока арендного соглашения покинул клуб.

#### Сезон 2018
В январе 2018 года вместе с клубом «Мацумото Ямага» приступил к подготовке к новому сезону. Новый сезон начал с матча 25 февраля 2018 года против клуба «Иокогама», выйдя на замену на 70 минуте. Первым в сезоне забитым голом за клуб отличился 3 мая 2018 года в матче против клуба «Мито Холлихок». В сентябре 2018 года на небольшой срок выбыл из распоряжения клуба из-за травмы после матчей в составе национальной команды. По итогу сезона вместе с клубом стал победителем чемпионата, заработав себе право на повышение в элитный дивизион. На протяжении сезона выступал за клуб в роли одного из основных игроков, отличившись 7 забитыми голами и голевой передачей.

#### Сезон 2019 (аренда в «Маритиму»)
Первый матч в новом сезоне сыграл 23 февраля 2019 года против клуба «Джубило Ивата», выйдя на поле в стартовом составе. Первый гол в сезоне забил 20 апреля 2019 года в матче против клуба «Саган Тосу». В июле 2019 года на правах арендного соглашения присоединился к португальскому клубу «Маритиму», соглашение с которым было заключено до конца сезона. Дебютировал за клуб 11 августа 2019 года в матче против лиссабонского «Спортинга», выйдя на замену на 57 минуте. Дебютный гол за клуб забил 25 августа 2019 года в матче против клуба «Тондела». По итогу сезона вместе с клубом завершил чемпионат на итоговом одиннадцатом месте. На протяжении сезона выступал за клуб в роли одного из основных игроков, отличившись 3 забитыми голами. по окончании срока арендного соглашения покинул клуб.

#### Аренда в «Иокогама Ф. Маринос»
В августе 2020 года на правах арендного соглашения присоединился к японскому клубу «Иокогама Ф. Маринос», соглашение с которым было подписано до конца сезона. Дебютировал за клуб 15 августа 2020 года в матче против клуба «Оита Тринита», выйдя на поле в стартовом составе. Первый гол за клуб забил 19 августа 2020 года в матче против «Симидзу С-Палс». По итогу сезона вместе с клубом завершил чемпионат на итоговом девятом месте в турнирной таблице. На протяжении сезона выступал за клуб в роли одного из основных игроков, отличившись 3 забитыми голами и 2 голевыми передачами.

### «Иокогама Ф. Маринос»

#### Сезон 2021
В декабре 2020 года официально перешёл в японский клуб «Иокогама Ф. Маринос». Первый матч за клуб сыграл 26 февраля 2022 года  против клуба «Кавасаки Фронтале», выйдя на замену в начале второго тайма. Первыми в сезоне забитыми голами за клуб отличился 7 марта 2021 года в матче против клуба «Санфречче Хиросима», оформив дубль. Своим очередным забитым дублем за клуб отличился 14 марта 2021 года в матче против клуба «Урава Ред Даймондс». Первым забитым хет-триком за клуб отличился 15 августа 2021 года в матче против клуба «Оита Тринита». В сентябре 2021 года вышел на первое место в списке бомбардиров чемпионата. Своим очередным забитым хет-триком за клуб отличился 6 ноября 2021 года в матче против клуба «Токио». По итогу сезона вместе с клубом стал серебряным призёром чемпионата. На протяжении сезона на протяжении сезона выступал за клуб в роли одного из ключевых игроков, отличившись 23 забитыми голами и 3 голевыми передачами, став одним из лучшим бомбардиров чемпионата вместе с бразильцем Леандро Дамианом, также заработав награду лучшего сезона.

#### Аренда в «Селтик»
В декабре 2021 года на правах арендного соглашения присоединился к шотландскому «Селтику», соглашение с которым было подписано до конца сезона. Дебютировал за клуб 17 января 2022 года в матче против «Хиберниан», выйдя на поле в стартовом составе и отличившись своим дебютным забитым голом. В феврале 2021 года вместе с клубом отправился на матчи плей-офф Лиги конференций УЕФА. Дебютный матч в рамках еврокубкового турнира сыграл 17 февраля 2022 года против норвежского клуба «Будё-Глимт», выйдя на поле в стартовом составе, отличившись забитым голом. По итогу ответной встречи 24 февраля 2022 года норвежский «Будё-Глимт» также оказался сильнее и вышел в следующую стадию турнира. По итогу сезона вместе с клубом стал победителем чемпионата. На протяжении сезона выступал за клуб в роли одного из ключевых игроков, отличившись 8 забитыми голами и 5 голевыми передачами во всех турнирах.

### «Селтик»

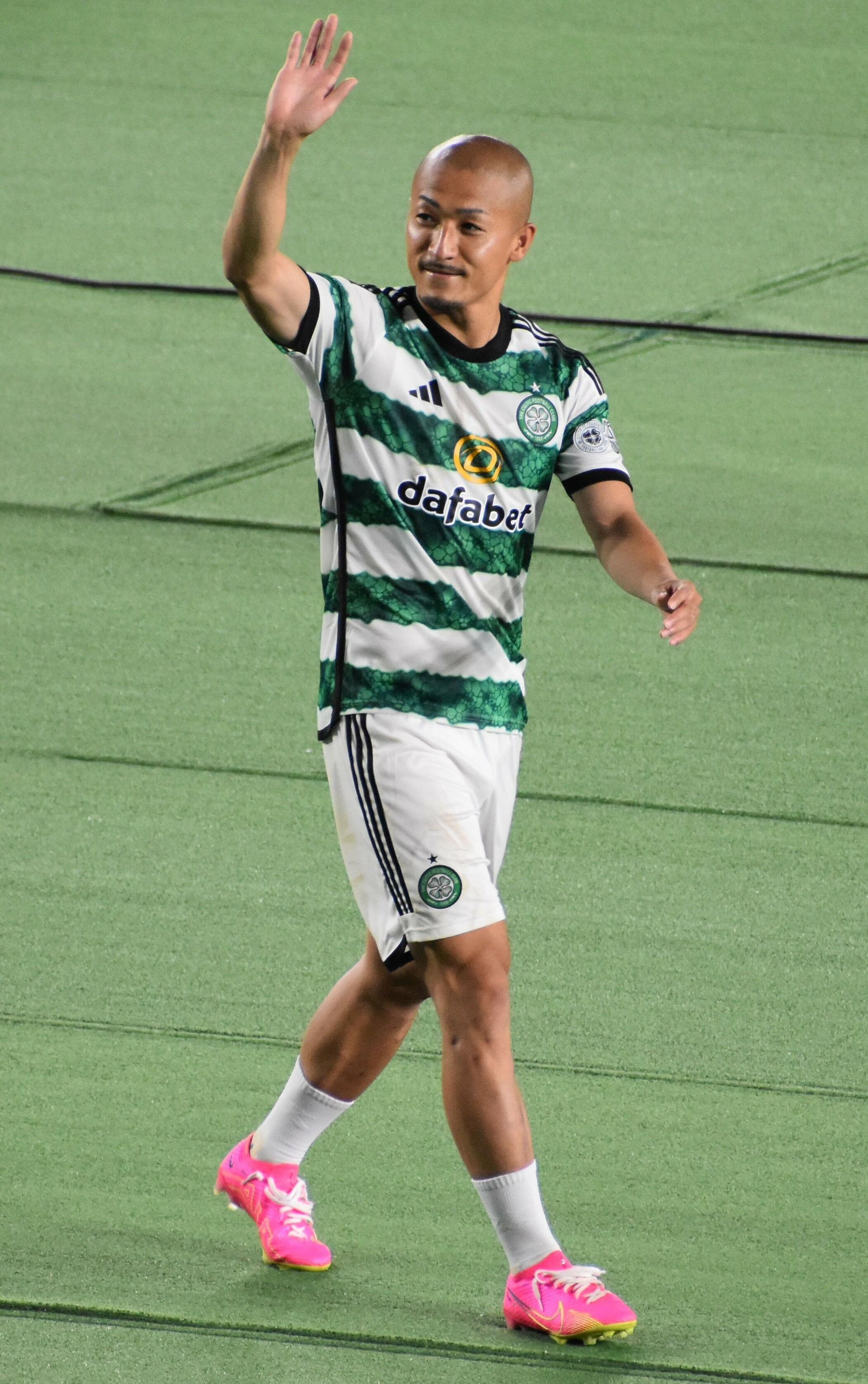
Маэда в составе «Селтика»

#### Сезон 2022/23
В конце мая 2022 года официально присоединился к шотландскому «Селтику», за сумму порядка 1,5 миллиона евро, подписав четырёхлетний контракт. Новый сезон начал 31 июля 2022 года с матча против «Абердина», выйдя на поле в стартовом составе. Первый гол в сезоне провёл 31 августа 2022 года в матче Кубка шотландской лиги против клуба «Росс Каунти». В сентябре 2022 года вместе с клубом отправился на групповой этап Лиги чемпионов УЕФА. Дебютный матч на турнире сыграл 6 сентября 2022 года против испанского «Реал Мадрида», выйдя на замену в начале второго тайма. Первым в сезоне забитым голом в чемпионате отличился 15 октября 2022 года в матче против клуба «Хиберниан». Вместе с клубом стал обладателем Кубка шотландской лиги, где в финале 26 февраля 2023 года с минимальным преимуществом победили «Рейнджерс». По итогу сезона стал победителем чемпионата. В финале Кубка Шотландии 3 июня 2023 года вместе с клубом победили клуб «Инвернесс Каледониан Тисл», став обладателем титула. На протяжении сезона выступал за клуб в роли одного из ключевых игроков, отличившись 11 забитыми голами и 7 голевыми передачами во всех турнирах.

#### Сезон 2023/24
В июле 2023 года продлил контракт с шотландским клубом до конца июня 2027 года. Первый матч в новом сезоне сыграл 5 августа 2023 года против клуба «Росс Каунти», выйдя на поле в стартовом составе. Первым результативным действием за клуб в сезоне отличился 13 августа 2023 года в матче против «Абердина», отдав голевую передачу. В сентябре 2023 года вместе с клубом отправился на группой этап Лиги чемпионов УЕФА. Первый матч в рамках еврокубкового турнира сыграл 19 сентября 2023 года против нидерландского «Фейеноорда», выйдя на поле в стартовом составе. Первым в сезоне забитым голом за клуб отличился 23 сентября 2023 года в матче против клуба «Ливингстон». Своим первым в сезоне забитым хет-триком отличился 10 марта 2024 года в матче Кубка Шотландии против клуба «Ливингстон». По итогу сезона вместе с клубом стал победителем чемпионата. Вместе с клубом стал обладателем Кубка Шотландии, где в финале 25 мая 2024 года победили «Рейнджерс». На протяжении сезона выступал за клуб в роли одного из ключевых игроков, отличившись 10 забитыми голами и 4 голевыми передачами во всех турнирах.

#### Сезон 2024/25
Новый сезон начал 11 августа 2024 года с матча против клуба «Хиберниан», выйдя на поле в стартовом составе. Первым в сезоне забитым голом за клуб отличился 18 августа 2024 года в матче Кубка шотландской лиги против клуба «Хиберниан», оформив дубль. В сентябре 2024 года вместе с клубом отправился на общий этап Лиги чемпионов УЕФА. Первый матч в рамках еврокубкового турнира сыграл 18 сентября 2024 года против братиславского «Слована», выйдя на поле в стартовом составе, отличившись забитым голом. Своим первым в сезоне хет-триком за клуб отличился 2 ноября 2024 года в матче Кубка шотландской лиги против клуба «Абердин». Вместе с клубом стал обладателем Кубка шотландской лиги, где в финале 15 декабря 2024 года в серии пенальти победили «Рейнджерс». Своим очередным забитым хет-триком за клуб отличился 8 февраля 2025 года в матче Кубка Шотландии против клуба «Рэйт Роверс». Вместе с клубом вышел в стадию плей-офф Лиги чемпионов УЕФА, где по сумме матчей уступили мюнхенской «Баварии», а сам отличился забитым голом, завершив своё выступление в рамках еврокубкового турнира. По итогу сезона вместе с клубом стал победителем чемпионата. Вместе с клубом стал серебряным призёром Кубка Шотландии, где в финале 24 мая 2025 года уступили клубу «Абердин». На протяжении сезона выступал за клуб в роли одного из ключевых игроков, став лучшим бомбардиром с 33 забитыми голами во всех турнирах, также оформив 12 голевых передач.

## Международная карьера

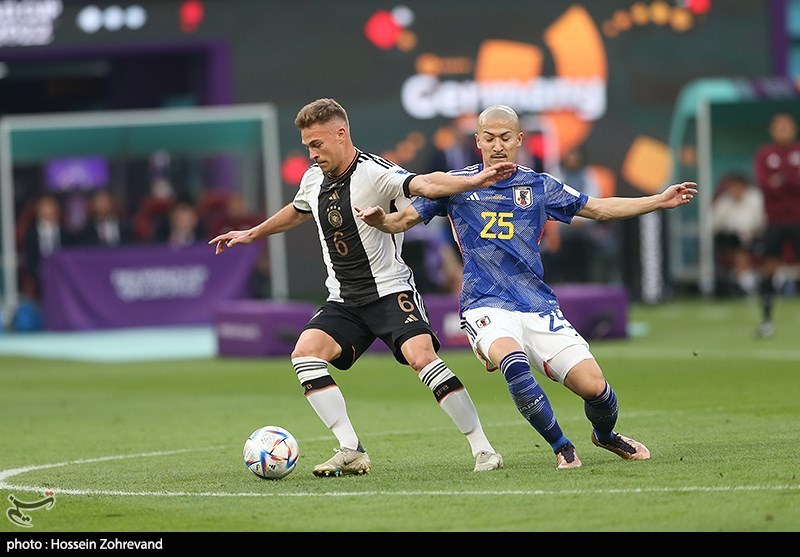
Маэда на чемпионате мира против Йозуа Киммиха

В 2018 году стал игроком молодёжной сборной Японии. В сентябре 2018 года вместе со сборной стал серебряным призёром Летних Азиатских игр, проиграв в финале сборной Южной Кореи.
В мае 2019 года получил вызов в национальную сборную Японии. Дебютировал за сборную 17 июня 2019 года в матче Кубка Америки против сборной Чили, выйдя на поле в стартовом составе. Свой дебютный гол за клуб забил 10 июня 2022 года в матче Кубка Кирин против сборной Ганы. Вместе со сборной стал серебряным призёром Кубка Кирин, проиграв в финале сборной Туниса.
В ноябре 2022 года отправился со сборной на чемпионат мира. Дебютировал на чемпионате 23 ноября 2022 года в матче против Германии, выйдя в стартовом составе. Вместе со сборной 1 декабря 2022 года одолел сборную Испании и прошёл в этап плей-офф с 1 места в группе. В матче 1/8 финала 5 декабря 2022 года забил свой первый гол на чемпионате против Хорватии, чем сначала вывел свою сборную вперёд, однако по итогу матч перешёл в послематчевую серию пенальти, где японцы оказались слабее.
Был включён в состав сборной на Кубок Азии 2023 в Катаре.

## Достижения
Клубные
«Мацумото Ямага»
- Победитель Второго дивизиона Джей-лиги: 2018

«Селтик»
- Чемпион Шотландии (4): 2021/22, 2022/23, 2023/24, 2024/25
- Обладатель Кубка Шотландии (2): 2022/23, 2023/24
- Обладатель Кубка шотландской лиги (2): 2022/23, 2024/25

Сборные
Япония (до 23)
- Серебряный призёр Летних Азиатских игр: 2018

Япония
- Серебряный призёр Кубка Кирин: 2022

Личные
- Лучший нападающий Первого дивизиона Джей-лиги: 2021
- Лучший бомбардир Первого дивизиона Джей-лиги: 2021
- Игрок года по версии футболистов ШПФА: 2024/25